# Commiphora stolonifera
Commiphora stolonifera är en tvåhjärtbladig växtart som beskrevs av B. D. Burtt. Commiphora stolonifera ingår i släktet Commiphora och familjen Burseraceae. Inga underarter finns listade i Catalogue of Life.